# Siegfried Meryn

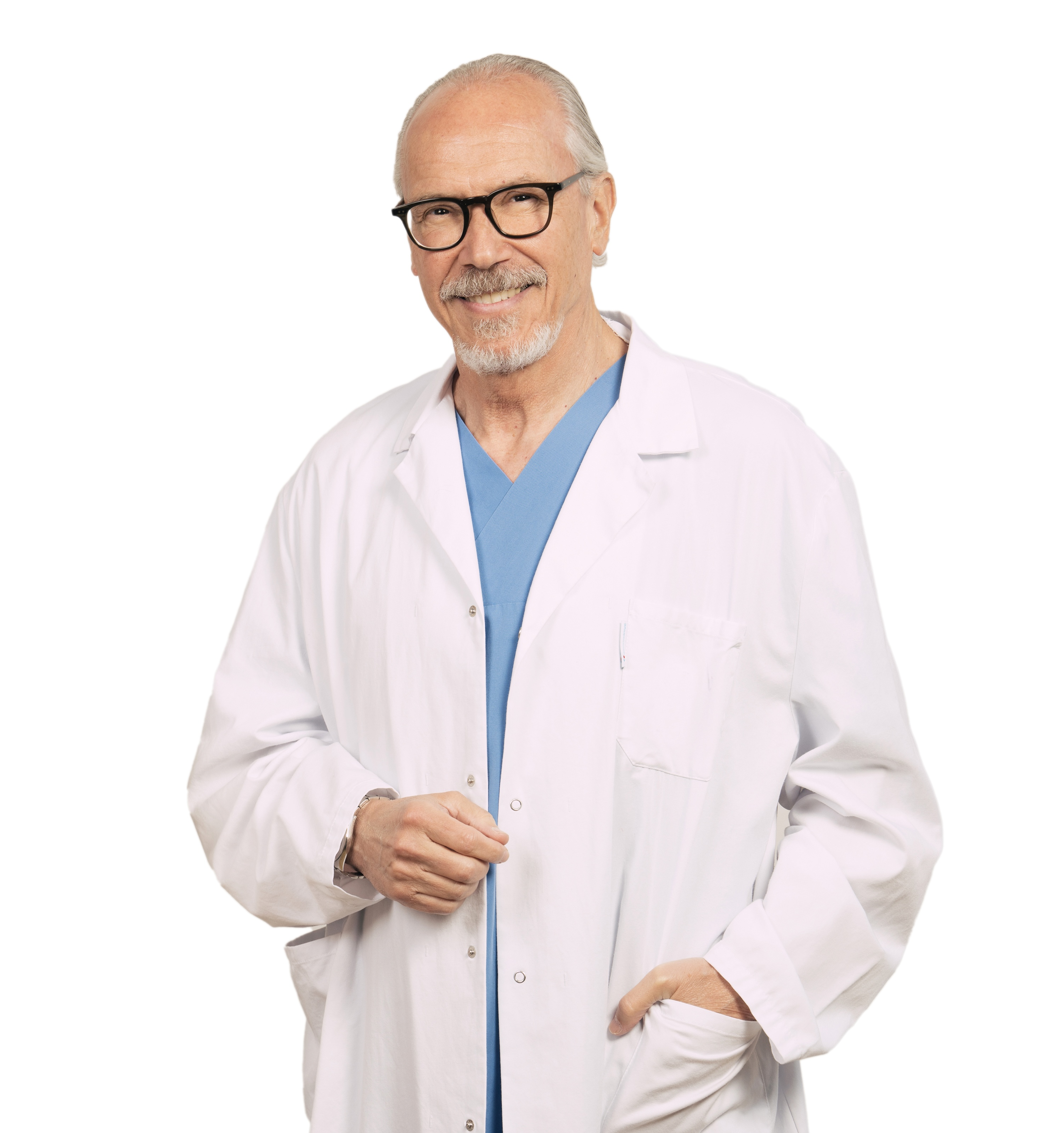
Siegfried Meryn (2023)

Siegfried Meryn (* 6. März 1954 in Wien) ist ein österreichischer Internist.

## Leben und Wirken
Meryn maturierte 1972 am Realgymnasium Schottenbastei, absolvierte von 1972 bis 1977 das Medizinstudium an der Universität Wien und promovierte in Wien. Von 1978 bis 1984 machte er die internistische Facharztausbildung an der I. Medizinischen Universitätsklinik und I. Universitätsklinik für Gastroenterologie und Hepatologie. Er absolvierte eine postpromotionelle Ausbildung bei John Alexander-Williams in Birmingham, bei Sheila Sherlock in London und bei Steven Bloom am Hammersmith Hospital in London. Meryn forschte bei Rosalyn Sussman Yalow am Albert Einstein College of Medicine in New York. Danach nahm er Aus- und Fortbildungen in Krankenhausbetriebsführung an der Wirtschaftsuniversität Wien und in Management am Hernstein Institut wahr. Er erhielt 1987 die Große Lehrbefugnis (Venia Docendi) für Innere Medizin.
Schwerpunkte seiner ärztlichen Tätigkeit sind alle Krankheiten und Therapien der Inneren Medizin, insbesondere der Gastroenterologie, Hepatologie und Endoskopie (Gastroskopie & Koloskopie) sowie Übergewicht/Adipositas, medizinisches Abnehmen und die Diagnose und Therapie von Long COVID.
Meryn war Gastprofessor an der McMaster-Universität in Hamilton, Kanada und ist Autor diverser Publikationen in Fachzeitschriften sowie populärmedizinischer Ratgeber.
Mit 1. Jänner 2025 übernahm Meryn die Funktion des Chefarztes des Wiener Roten Kreuzes.

## Mediale Präsenz
Meryn ist vor allem durch seine langjährige Präsenz im Österreichischen Rundfunk bekannt, etwa als Initiator der Kampagne „Mach dich fit - ich mach mit“, als auch des wöchentlichen ORF-Gesundheitsmagazins „bewusst gesund“ mit Tipps zur Vorsorge. Meryn lädt jeden Montag auf ORF III zu „Meryn am Montag“ mit spezifischen Erkrankungen unter live-Interaktion des Publikums ein und jeden zweiten Mittwoch, in seinem wöchentlichen Gesundheitstalk „MERYNS Sprechzimmer“ auf ORF III Experten sowie prominente Gäste ein. Seine Empfehlungen sind darüber hinaus auch in seiner monatlichen Kolumne in der ORF Nachlese zu finden. Außerdem ist Meryn Vorstandsvorsitzender des ORF-Gesundheitsbeirates.

## Publikationen
- Strategien für ein persönliches Gesundheitsmanagement. Quintessenz, München 1991, ISBN 3-928036-17-3.
- Aus der Praxis. Antworten auf die 100 häufigsten Patientenfragen. Orac, Wien 1996, ISBN 3-7015-0366-4.
- Das große ORF-Gesundheitsbuch. Ueberreuter, Wien 1999, ISBN 3-8000-3731-9.
- mit Markus Metka und Georg Kindel: Der Mann 2000. Die Hormon-Revolution. Ueberreuter, Wien 1999, ISBN 3-8000-3755-6.
- Das Glücksprinzip. Grundlagen und Regeln für ein erfülltes Leben. Ueberreuter, Wien 2001, ISBN 3-8000-3829-3.
- mit Georg Kindel: Kursbuch Mann. Ueberreuter, Wien 2000, ISBN 3-8000-3775-0.
- Das große ORF-Ernährungsbuch. Ueberreuter, Wien 2000, ISBN 3-8000-3774-2.
- Leben bis 100. Ueberreuter, Wien 2002, ISBN 3-8000-3932-X.
- mit Christian Skalnik: Wer gesund stirbt, hat mehr vom Leben. Ecowin, Salzburg 2009, ISBN 978-3-902404-67-1.

## Auszeichnungen
- 1985: Friedrich Wewalka Preis[4]
- 1999: Goldenes Buch: Österreichischer Buchpreis des Hauptverbandes des österreichischen Buchhandels Das große ORF-Gesundheitsbuch
- 2000: Goldenes Buch: Österreichischer Buchpreis des Hauptverbandes des österreichischen Buchhandels Der Mann 2000
- 2003: Goldenes Buch: Österreichischer Buchpreis des Hauptverbandes des österreichischen Buchhandels Leben bis 100
- 2004: Ehrenmünze der Österreichischen Krebshilfe[5]
- 2012: Großes goldenes Ehrenzeichen für Verdienste um die Republik Österreich.[6]
- 2022: Die Folge Psyche und Bewegung der Sendereihe Meryns Sprechzimmer erhielt einen der drei Medienpreise des Wiener Gesundheitspreises 2022.[7]
- 2022: Großes Goldenes Ehrenzeichen für die Verdienste um das Land Wien
- Studie „Das neue Machtnetzwerk Österreichs - Netzwerk der ZukunftsgestalterInnen Österreichs“. Gereiht unter den Top 10 der ZukunftsgestalterInnen im Bereich System Zivilgesellschaft (Soziale, ökonomische und Technologie-InnovatorInnen - Rang 4), Rang 9 im Bereich Wirtschaft & Innovatoren.[8]
- 2024: Humanitätspreis der Heinrich-Treichl-Stiftung des Österreichischen Roten Kreuzes[9]
- Max Kade Foundation Award and Grant
- Kuner-Stipendium

## Funktionen

Meryn 2024

- Gründer der Initiative „Nein zu krank und arm“, die es sich zur Aufgabe gemacht hat, schnelle und unbürokratische Hilfe für kranke Menschen mit Armutserfahrung bereitzustellen und als Sprachrohr für Armutsbetroffene öffentlich um Unterstützung zu werben
- Gründer und Vorstandsvorsitzender der gemeinnützigen Stiftung "CAPE 10 - das Haus das hilft" Wien Favoriten
- Mitglied des ORF-Stiftungsrates
- Mitglied des ORF-Publikumsrates
- Vorsitzender des ORF Gesundheitsbeirates
- Initiator und Gründer von CAPE 10 - Haus der sozialen Innovation und Zukunft
- Initiator FUTURE HEALTH LAB Vienna, (Leitprojekt der Initiative „Gesundheitsmetropole Wien 2030“), Stadt Wien
- Initiator und Leiter HEALTH.DigitalCity.Wien, seit 2019
- Seit 2015, Initiator des Kinderförderprojektes MAX & LARA, im Rahmen der Initiative „Nein zu krank und arm“ mit dem Ziel, die soziale Integration von Kindern zwischen 6 und 14 Jahren aus armutsbetroffenen Familien zu fördern und mit Hilfe von Kultur und Freizeitpaten diesen Kindern die Teilnahme an konkreten Veranstaltungen zu ermöglichen
- Ehem. Vizepräsident Verband für gemeinnütziges Stiften.[10]
- Ehem. Vorstandsmitglied der Österreichischen Krebshilfe.[11]
- Ehem. Mitglied des Wissenschaftlichen Beirats der Österreichischen Krebshilfe Wien.[12]
- Mitglied der Nationalen Ernährungskommission des Bundesministeriums für Gesundheit bis ca. 2021.[13][14]
- Ehem. Vorstandsmitglied „Freunde Theater an der Wien“.[15]
- Mitglied des Verwaltungsrates FK Austria Wien, 2015–2018.[16][17]
- seit 2017: Mitglied der Bioethikkommission beim Bundeskanzleramt[18]
- ab 2025: Chefarzt des Wiener Roten Kreuzes.[2][3]
- Protagonist beim Projekt Cape 10 in Wien-Favoriten